# منتخب نيبال تحت 23 سنة لكرة القدم
منتخب نيبال تحت 23 سنة لكرة القدم هو ممثل نيبال الرسمي في المنافسات الدولية في كرة القدم في فئة كرة قدم تحت 23 سنة للرجال، يديريه اتحاد نيبال لكرة القدم.